# Інтернет-мережа IAN
Інтернет-мережа (IAN) — концепція мережі зв'язку, яка з'єднує дані в хмарному середовищі Over IP. Якщо замінити існуючу локальну мережу (LAN), Wide Area Network (WAN) та державні комутовані телефонні мережі загального користування (PSTN).
Відвідування прихильниками як мережевої моделі майбутнього, Інтернет-мережа надійно з'єднує кінцеві точки за допомогою публічного Інтернету, що вони можуть спілкуватися і обмінюватися інформацією та даними без прив'язки до фізичного розташування.
На відміну від локальної мережі, яка з'єднує комп'ютери в обмеженому просторі, наприклад в будинку, в школі, комп'ютерної лабораторії або офісній будівлі з використанням мережі засобів масової інформації, або WAN, яка являє собою мережу, яка охоплює широку область (тобто будь-яку телекомунікаційну мережу), використовуючи приватні або державні мережі транспорту, усуває географічне профіль для мережі повністю з програми та послуги зв'язку які стали віртуалізовані. Кінцеві точки повинні бути пов'язані тільки через широкосмугове підключення до Інтернету.
Розміщено в хмарі за допомогою керованих послуг, платформа (IAN) пропонує користувачам безпечний доступ до інформації з будь-якої точки, в будь-який час, через Інтернет-з'єднання. Користувачі також мають доступ до всіх їх тональних, голосових, електронних пошт та факсів з будь-якого підключеного до кінцевої точки. Для підприємств відбута модель зводиться до ІТ та витрат зв'язку, захищає від втрати даних та аварійного простою, при звільненні більшу віддачу від своїх вкладених коштів за рахунок підвищення продуктивності праці та зниження витрат зв'язку.

## Історія
IAN корениться в підйомі хмарних обчислень, основна концепція, яка сходить до 1950-го коли масштабність мейнфреймів стала доступна в академічних колах і корпорацій, доступні через тонких клієнтів / термінальних комп'ютерів. Тому що це було дорого купити мейнфрейм, стало важливо знайти способи, щоб отримати найбільшу віддачу від інвестицій в них, що дозволяє декільком користувачам спільно як фізичний доступ до комп'ютера з декількох терміналів, а також поділити процесорний час, усуваючи періоди бездіяльності, яка стала відома в галузі як в режимі поділу часу.
Так як комп'ютери стали більш поширеними, вчені і технологи досліджували способи, щоб зробити масштабну доступною для більшої кількості користувачів обчислювальної потужності через розділення часу, експериментуючи з алгоритмами, щоб забезпечити оптимальне використання інфраструктури, платформи та програми з пріоритетного доступу до центрального процесора та ефективності для кінцевих користувачів.
У 1990-х роках телекомунікаційні компанії, які раніше надані в першу чергу виділені точка-точка лініях зв'язку почали пропонувати віртуальні приватні мережі (VPN) послуг при порівнянній якості обслуговування, але за набагато нижчою ціною. При перемиканні трафіку, щоб збалансувати використання, як вони вважають за потрібне, вони були в стані оптимізувати їх спільне використання мережі.
Символ хмара використовується для позначення точки розмежування між тим, що було обов'язком постачальником і що було відповідальністю користувачів. Хмарне обчислення розширює цю межу, щоб покрити сервер, а також мережеву інфраструктуру.
На початку 2008 року Eucalyptus став першим відкритим вихідним кодом, AWS API-сумісний платформі для розгортання приватних хмар. На початку 2008 року, OpenNebula, посилюється і фінансується Європейською комісією проекту який став першим програмним забезпеченням з відкритим вихідним кодом для розгортання приватних і гібридних хмар, а також для федерації хмари. У тому ж році зусилля були зосереджені на забезпеченні якості обслуговування гарантій (відповідно до вимог реального часу інтерактивних додатків) до хмарних інфраструктур, в рамках IRMOS фінансується Європейською комісією проекту, в результаті в режимі реального часу хмарного середовища. До середини 2008 року, Gartner побачив можливість для хмарних обчислень, щоб сформувати відносини між споживачами ІТ-послуг, тих, хто використовує ІТ-послуг, і ті, хто продає їх і зазначив, що організації переходять від того що належить компанії апаратних і програмних активів за використання послуги на основі моделі, так що за прогнозами перехід до обчислень приведуть до різкого зростання в ІТ-продуктів в деяких областях і значного скорочення в інших областях.
У 2011 році компанія створена в Європі, для того щоб створити технології з відкритим вихідним кодом, щоб хмара провайдерів могла побудувати передову хмари з балансованим навантаження, зниження витрат і переміщення робочих навантажень між географічних точках через федерацію хмари. Крім того, в 2011 році, IBM оголосила рамки Smarter Computing для підтримки Smarter Planet. Серед різних компонентів фундаменту Smarter Computing, хмарні обчислення є важливою частиною.